# Zenon Świętosławski
Zenon Bolesław Świętosławski (ur. 22 grudnia 1811 w Warszawie, zm. 6 grudnia 1875 w Saint Helier) – polski działacz emigracyjny, uczestnik powstania listopadowego oraz partyzantki Zaliwskiego w 1833 r., socjalista utopijny, przywódca i ideolog Gromady Ludu Polskiego Humań, wolnomularz.

## Życiorys

### Młodość i powstanie listopadowe
Zenon Świętosławski urodził się w zamożnej rodzinie szlacheckiej jako syn Rafała Świętosławskiego (zm. 1828), sędziego pokoju powiatu orłowskiego, oraz Eleonory z Leszczyńskich Świętosławskiej (1781–1853). Miał pięcioro rodzeństwa, w tym starszego brata – Aleksandra Świętosławskiego, belwederczyka. Młodość spędził w majątku rodzinnym w Łękach k. Kutna. Studiował prawo na Uniwersytecie Warszawskim, a następnie prawdopodobnie pracował w administracji państwowej na prowincji. Należał też, wraz z bratem, do Sprzysiężenia Podchorążych.
Po wybuchu powstania listopadowego wrócił do Warszawy. Służył w 2 Pułku Mazurów, w stopniu podporucznika. Był członkiem Towarzystwa Patriotycznego. W październiku 1831 przekroczył wraz z korpusem gen. Macieja Rybińskiego granicę pruską. Mieszkał tymczasowo w Brodnicy, gdzie dzielił dom m.in. ze swoim bratem Aleksandrem oraz Sewerynem Goszczyńskim i Janem Nepomucenem Janowskim.

### Na emigracji

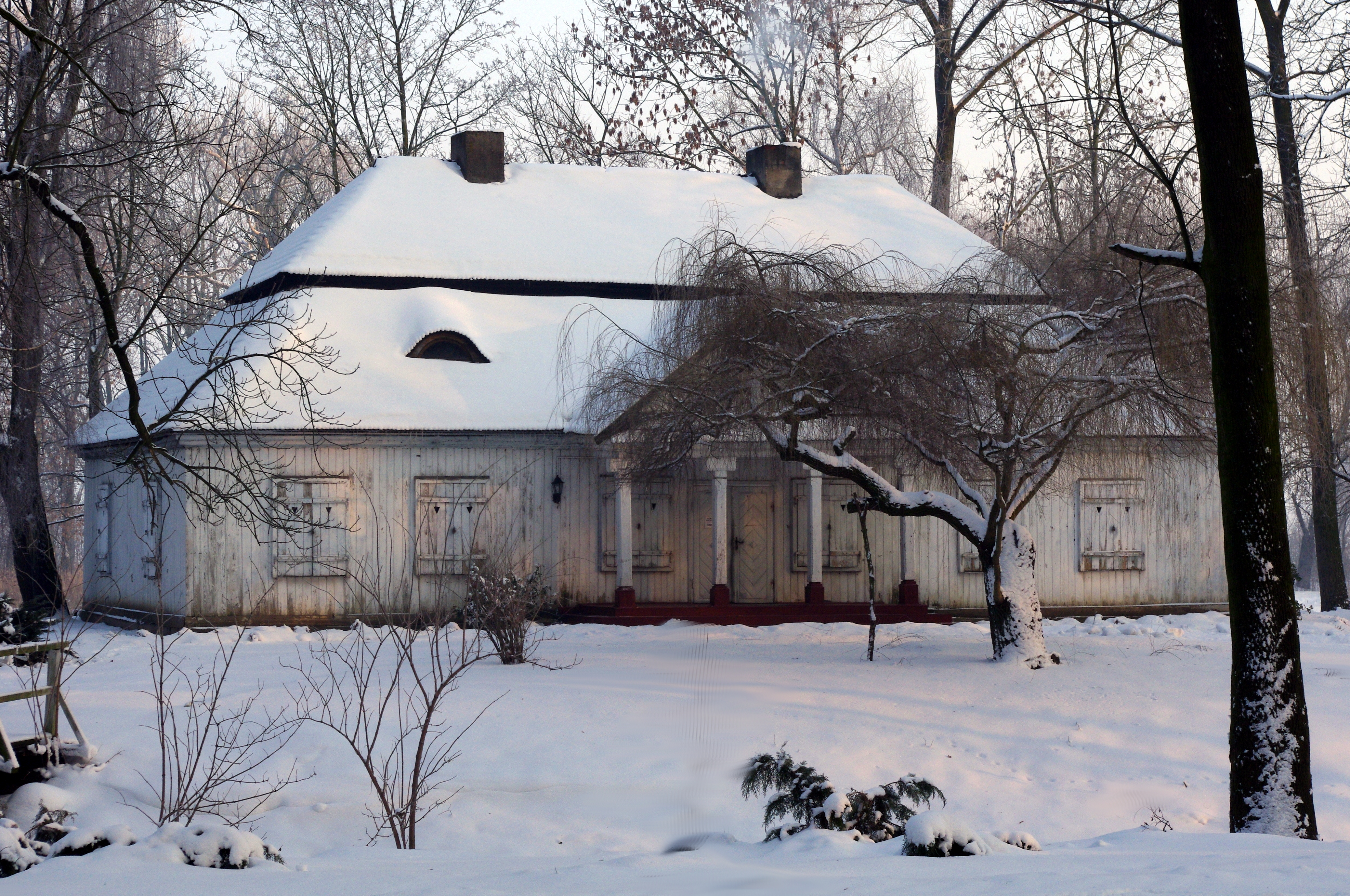
Dwór w Łękach Kościelnych k. Kutna, w którym lata młodości spędził Zenon Świętosławski.

Po upadku powstania wyemigrował, wraz z tysiącami rodaków, do Europy Zachodniej. Początkowo przebywał w Paryżu – wstąpił tam do Komitetu Narodowego Polski Joachima Lelewela (1832), a także do loży wolnomularskiej „Trójcy Niepodzielnej”. Był jednym z ojców-założycieli Towarzystwa Demokratycznego Polskiego, zwanego nieformalnie pierwszą polską partią polityczną. W styczniu 1833 (wg innych źródeł – pod koniec 1832), w związku z organizowaną zbrojną wyprawą Józefa Zaliwskiego i Artura Zawiszy do Polski, wystąpił z TDP. Świętosławski wyjechał do Polski jako tajny emisariusz pod fałszywym nazwiskiem Jorandy. Prawdopodobnie ukrywał się w posiadłości Eugeniusza Szamowskiego w Witaszewicach i z jego pomocą dotarł też do matki. Po upadku wyprawy przeniósł się do Anglii (gdzie w lipcu 1834 m.in. wyzwał Krystyna Lacha Szyrmę na pojedynek, do którego ostatecznie jednak nie doszło), a następnie na wyspę Jersey (4 X 1834). Także w 1834 uczestniczył jako emisariusz (pod pseudonimem „Diorand”) w naradach postępowej inteligencji i mieszczaństwa w Hamburgu, których celem było opracowanie planu powstania zbrojnego w Saksonii przy jednoczesnym wznieceniu ruchu partyzanckiego w zaborze rosyjskim i pruskim. Plany te nigdy nie zostały zrealizowane.
W Saint Helier współzakładał Gromadę Ludu Polskiego Humań (14 III 1836). Świętosławski należał do najczynniejszych, a zarazem najbardziej radykalnych działaczy Gromady. Przejął przywództwo w Gromadach po wycofaniu się z nich Stanisława Worcella, Tadeusza Krępowieckiego i innych dotychczasowych liderów.
Za pieniądze otrzymywane z części spadku rodzinnego nabył posiadłość na Jersey, a także finansował działalność Gromad. 29 listopada 1841 roku, podczas uroczystych obchodów 11. rocznicy wybuchu powstania listopadowego, wygłosił napastliwe przemówienie, w którym zaatakował przywódców powstańczych, nazywając ich „nędzarzami”, a księcia Czartoryskiego „zbrodniarzem” i głównym winowajcą niepowodzenia polskich aspiracji niepodległościowych.
W 1844 (wg innych źródeł – w 1842) roku ułożył i ogłosił Ustawy Kościoła Powszechnego, zawierające wizję nowego, utopijnego, teokratycznego porządku społecznego i federacji narodów realizujących zasady równości i wszechwładztwa ludów (według Mieczysława Grada, dążenia Świętosławskiego do powiązania spraw politycznych z religijnymi były jedną z przyczyn stopniowego upadku Gromad Ludu Polskiego). Po rozwiązaniu Gromad objął swoją pieczą bogate archiwum organizacji (w maju 1846). Zamierzał zorganizować przerzut rodaków z Portsmouth do Polski, by mogli wziąć udział w rewolucji krakowskiej, jednak z uwagi na niewystarczające środki plan ten nie został zrealizowany. W marcu 1848 przedostał się, jako tajny emisariusz, do Krakowa, a ponadto spotkał się z rodzicami w majątku w Siemienicach (według zeznań Wilhelma Klopfleischa w śledztwie dotyczącym wypadków Wiosny Ludów, Zenon Świętosławski mieszkał do połowy lipca 1848 we Wrocławiu). Nie wiadomo jednak, jaki był cel misji Świętosławskiego do kraju. W marcu 1849 powrócił na Jersey. Nie później niż jesienią 1852 założył w Saint Helier, w domu przy 19 Dorset Street (dziś nieistniejącym) drukarnię i rozwinął tam działalność wydawniczą. Publikował materiały o charakterze politycznym, agitacyjnym (w różnych językach), ale wydał także dziełko Feliksa Nowosielskiego O kształceniu serca oraz utwory poetyckie, m.in. Niezabudki Jerseyskie Rocha Rupniewskiego czy wiersze Karola Balińskiego. Najpoważniejszą inicjatywą wydawniczą Świętosławskiego była przygotowana wraz z Teofilem Izdebskim kompilacja archiwów Gromad Ludu Polskiego z lat 1835–1846, znana pod tytułem Lud Polski w emigracji (1854). Znany jest także periodyk Świętosławskiego „L’Homme”, który ukazywał się w latach 1853–1860.
Był ponadto Świętosławski członkiem, a nawet czołową postacią utworzonego na Jersey Comitée Révolutionnaire des Démocrates Socialistes – organizacji skupiającej rewolucjonistów wygnanych z kontynentu na Jersey (Węgrów, Włochów, Polaków, Niemców). W roku 1852 złożył podpis pod aktem komitetu, agitującym za wybuchem rewolucji na kontynencie europejskim. Ulotka z tekstem tego aktu dotarła m.in. do Wielkiego Księstwa Poznańskiego, na co uskarżał się baron v. Bunsen, poseł pruski w Londynie. Rząd brytyjski jednak bagatelizował ostrzeżenia pruskiego posła.
Policjant z Londynu, niejaki Sanders, szpiegujący uchodźców politycznych osiadłych na Jersey (m.in. Victora Hugo i Jerzego Bułharyna), w kwietniu 1854 złożył meldunek, w którym opisywał inwestycję Zenona Świętosławskiego w mały statek – według Sandersa statek ów miał służyć do „przemycania do Francji rewolucyjnych książek i broszur”.
27 lutego 1855, w 7. rocznicę ogłoszenia II republiki francuskiej, Świętosławski brał udział w „międzynarodowym mityngu w sprawie polskiej” w Londynie – zasiadał na trybunie obok Louisa Blanca, Karola Marksa, Victora Hugo, Giuseppego Mazziniego, François Raspaila, Aleksandra Hercena, Lajosa Kossutha i Stanisława Worcella.

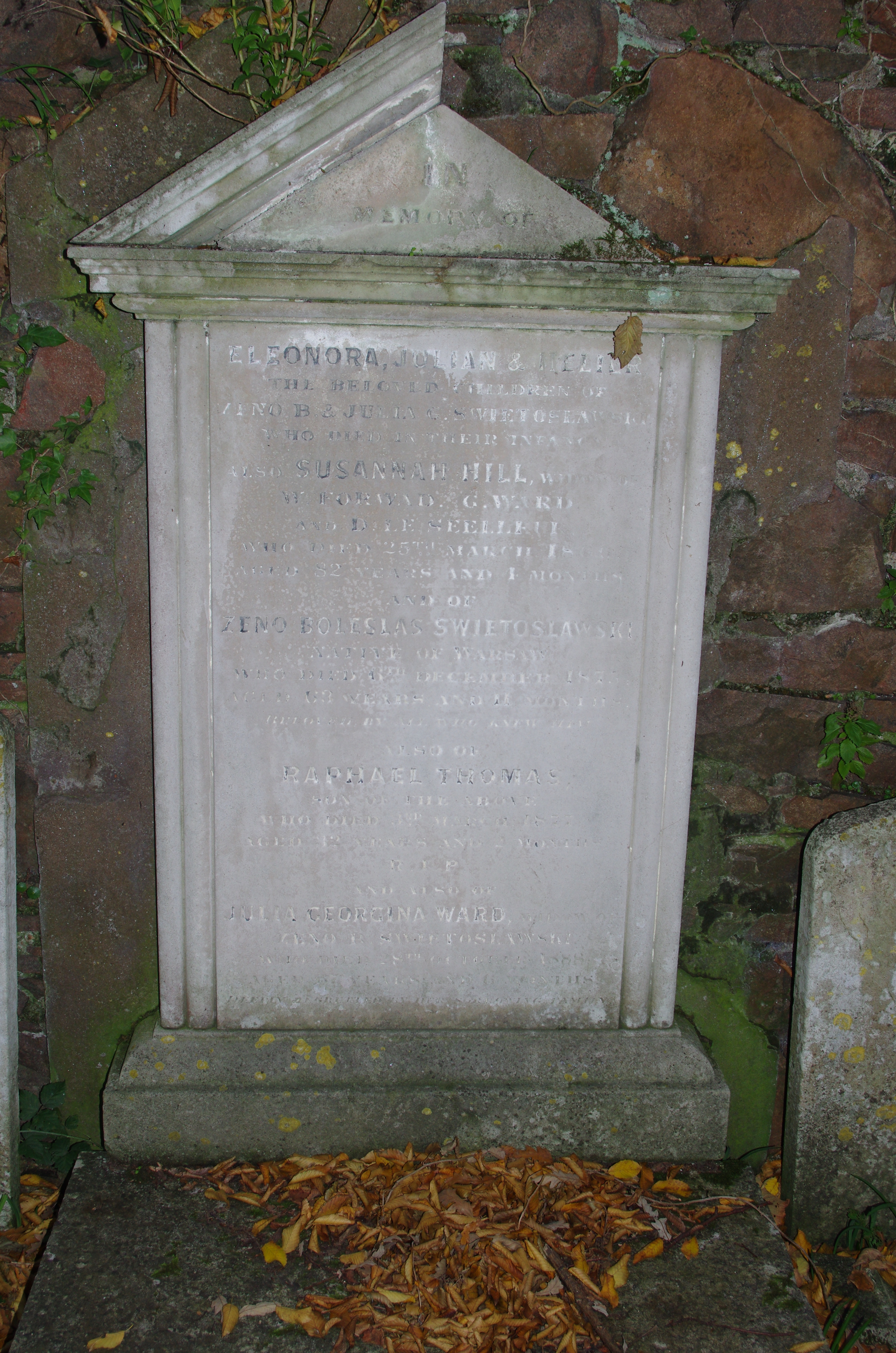
Grób Zenona Świętosławskiego i członków jego rodziny na cmentarzu przy Green Street w Saint Helier, Jersey.

Z drukarni Świętosławskiego korzystali uchodźcy (m.in. Victor Hugo i Aleksander Hercen), dzięki czemu mogli oni skutecznie sięgać ze swoją propagandą polityczną na kontynent europejski. Dom i drukarnia Świętosławskiego znalazły się w bezpośrednim niebezpieczeństwie 13 października 1855, kiedy przed budynkiem zebrał się agresywnie nastrojony tłum mieszkańców St Helier w liczbie ok. 100. Przyczyną protestów były obraźliwe (ich zdaniem) dla monarchii brytyjskiej publikacje wychodzące spod prasy Świętosławskiego, przede wszystkim list Félixa Pyata. Jedynie zdecydowana postawa oficera policji George’a Henleya oraz kilku współpracowników Świętosławskiego uchroniła drukarnię przed dewastacją. Natomiast sam Świętosławski został wydalony karnie z wyspy Jersey (2 listopada 1855) za wydrukowanie pamfletu „La reine d’Angleterre” (zdążył jeszcze, wraz z innymi zmuszonymi do wyjazdu, złożyć hołd proskrytom pochowanym na cmentarzu Macpela, m.in. Teofilowi Izdebskiemu) – przeniósł się wówczas, przez Guernsey, do Londynu i tam kontynuował działalność wydawniczą pod szyldem „Universal Printing Establishment”, najpierw pod adresem 52 Greek Street (Soho), później przy 178/9 High Holborn. W brytyjskiej stolicy Świętosławski spędził kolejne 5 lat. W 1856 odrzucił amnestię carską. W roku 1857 zakupił od Aleksandra Rypińskiego drukarnię w Tottenham.
W 1858 roku utworzył w Londynie radykalną Gromadę Rewolucyjną Ludu Polskiego, stanowiącą polską sekcję Stowarzyszenia Międzynarodowego Ernesta Jonesa, jednak nie rozwinęła ona szerszej działalności, a w roku 1859 wystąpiła ze Stowarzyszenia. W Londynie utrzymywał bliskie kontakty z demokratą rosyjskim – Aleksandrem Hercenem. Wyrażał w nich duże nadzieje we wspólny polsko-rosyjski sojusz sił demokratycznych.
W roku 1861 upadła drukarnia Świętosławskiego, a prawdopodobnie w tym samym roku zakończyła działalność Gromada Rewolucyjna Londyn (wpływ na to miała m.in. prowokacja prezesa policji poznańskiej – F.W.E. von Baerensprunga). Pogarszał się ponadto stan zdrowia Świętosławskiego, a także wystąpiły pierwsze oznaki choroby umysłowej. W 1861 uzyskał pozwolenie na powrót na wyspę Jersey, którą traktował jako swój drugi dom rodzinny. Na wyspie pozostał do śmierci. Zmarł 6 grudnia 1875 w Saint Helier. Został pochowany na cmentarzu przy Green Street.

### Poglądy polityczne
Pomimo wychowania i dojrzewania w środowisku szlacheckim, poglądy polityczne Świętosławskiego odznaczały się silną dozą krytycyzmu wobec tej warstwy społecznej, zwłaszcza w okresie po upadku powstania listopadowego. Szlacheckie pochodzenie było dla niego „piętnem”, które pragnął zmyć – jak pisał brytyjski historyk Peter Brock. Świętosławski nie chciał być utożsamiany „z uprzywilejowaną kastą, która bogactwo i korzyści społeczne ciągnęła z potu i łez mas chłopskich”, choć jednocześnie zachował „dużo szacunku dla demokracji szlacheckiej dawnej Rzeczypospolitej”. Krytykował ją za „najokropniejsze zbrodnie” wobec ludu, ale i podziwiał za patriotyzm i oddanie wierze. Dążył do powiązania szlacheckich teorii demokratycznych z potrzebami mas ludowych. Ponadto zawierał osobiste przyjaźnie z przedstawicielami szlachty.
Duży wpływ na kształtowanie poglądów politycznych Świętosławskiego miała jego żarliwość religijna i „wrodzony mistycyzm” – działał bowiem w epoce europejskiego romantyzmu i polskiego mesjanizmu (np. utrzymywał kontakty z Ludwikiem Królikowskim, w latach 40. zetknął się z Andrzejem Towiańskim, wysyłał listy do Koła Sprawy Bożej – czytał je na zebraniach m.in. Adam Mickiewicz. W dniu 14 października 1842 został wpisany w poczet „braci” Koła). Jednocześnie pozostawał pod wpływem radykalnego skrzydła wolnomularstwa i karbonaryzmu, a także teorii Joachima Lelewela. Program polityczny Gromady z Jersey, na której czele stał Świętosławski, głosił hasła charakterystyczne dla francuskiego socjalizmu utopijnego, antyklerykalnego katolicyzmu i XVIII-wiecznych teorii praw człowieka. Postulowano w nim m.in. zniesienie własności prywatnej i „zrównanie kondycji socjalnych”, nadzór państwa nad gospodarką, państwową opiekę nad chorymi i starcami, bezpłatną i powszechną edukację.
Celem ostatecznym Gromad była niepodległa Polska w granicach z 1772 roku, zorganizowana według zasad socjalistycznych i wchodząca w skład światowej federacji państw socjalistycznych. Taki cel, według gromadzian, mógł zostać osiągnięty jedynie na drodze rewolucji, poprzez walkę zbrojną.
Pomimo dużej aktywności agitacyjnej Świętosławskiego, zwłaszcza na polu wydawniczym, oddziaływanie Gromady Humań na środowiska emigracji polskiej w Europie Zachodniej oraz na sytuację polityczną w kraju okazało się znikome. Brak rezultatów prowadzonej działalności spowodował, że w ideologii Gromady z Jersey zaznaczyła się od tej pory wyraźna przewaga elementów mistyczno-religijnych. Świętosławski dążył do utworzenia utopijnego „Kościoła Powszechnego”, wierzył w możliwość ustanowienia wzorowego, idealnego społeczeństwa. Przez kilka lat pracował nad redakcją Ustaw (pierwszy szkic powstał w 1842 r.), czyli zarysu konstytucji dla Nowego Ładu, który pragnął zaprowadzić. Jednak także i ta działalność nie znalazła zrozumienia w łonie polskiej emigracji. Świętosławskiemu pozostała wierna jedynie garstka uczniów z Jersey i Portsmouth, głównie chłopi-żołnierze.
Socjalizm agrarny Świętosławskiego, idealizowanie włościaństwa i mas ludowych wywarły wpływ na rozwój myśli politycznej Aleksandra Hercena, a pośrednio także na późniejszy ruch narodnicki i ludowy w Europie Wschodniej. Także dzięki działalności Świętosławskiego, „wyspa Jersey weszła w sposób dość nieoczekiwany na karty historii polskiej”.

### Rodzina

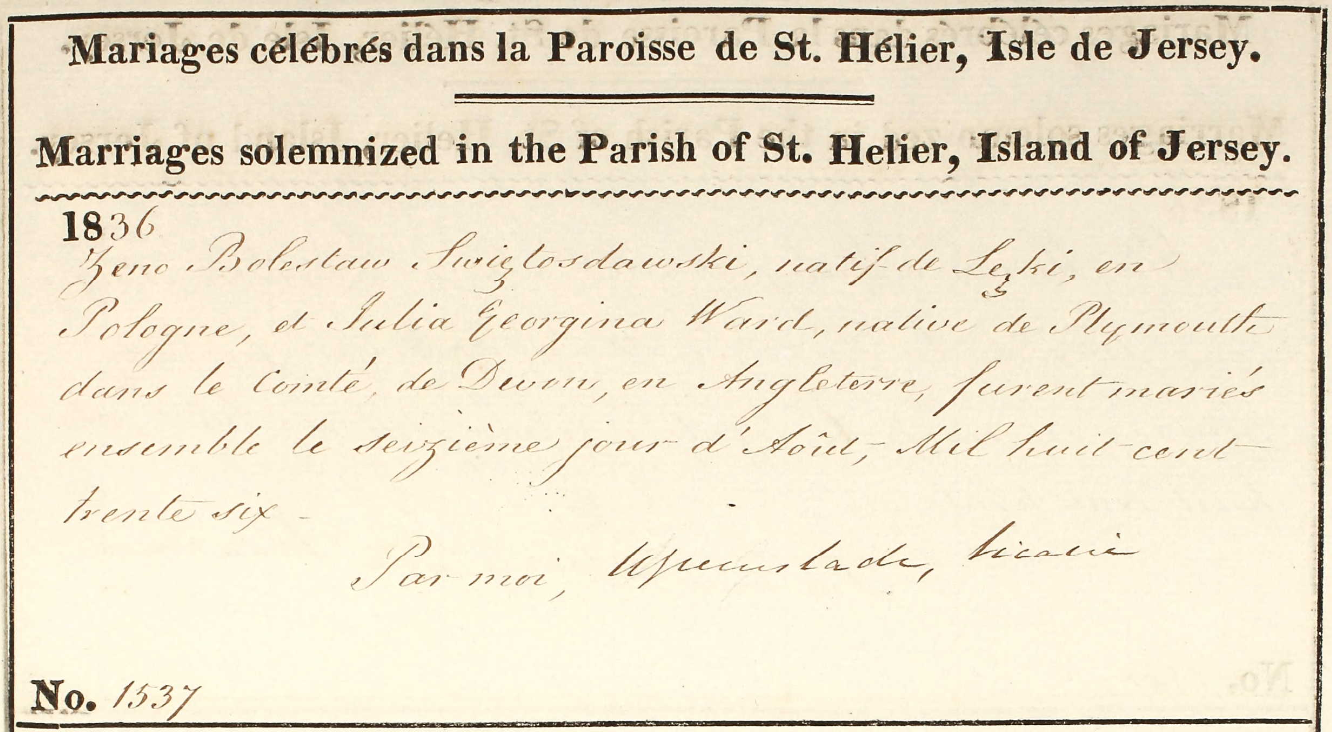
Akt małżeństwa Zenona Świętosławskiego i Julii Georginy Ward, wyd. 16 sierpnia 1836 w Saint Helier, Jersey.

W dniu 16 sierpnia 1836 roku w Saint Helier na Jersey Zenon Świętosławski zawarł związek małżeński z Angielką – Julią Georginą Ward z Plymouth. Małżonkowie doczekali się dziewięciorga (lub dziesięciorga) dzieci. Jeden z synów Zenona, także Zenon, zginął w wieku 21 lat w powstaniu styczniowym. Drugi z synów znalazł się w więzieniu austriackim. Po tych wydarzeniach Zenon Świętosławski postradał zmysły. Ostatnie 14 lat życia spędził w zapomnieniu na wyspie Jersey.
Matka Zenona, Eleonora Świętosławska, usiłowała ściągnąć do Królestwa Polskiego swojego wnuka – Aleksandra (zm. 1915), jednak bez powodzenia. Syn Hélier, noszący to imię na cześć patrona miasta, które dało schronienie ojcu, zmarł w dzieciństwie. Syn Adolf Józef pozostał na wyspie, na życie zarabiał jako malarz i szklarz.
Według Jana Nepomucena Janowskiego, Świętosławski posiadał cztery domy na Jersey oraz „wioskę w Poznańskiem”.